# 고려의 북진 정책
북진 정책(北進政策)은 고려 건국이념의 하나로 고려 시대를 일관(一貫)한 정책이다.

## 개설
고려는 고구려의 후계자로 자처하여 국호를 “고려”라 하였다. 서긍(徐兢)의 《고려도경(高麗圖經)》과 《송사》 《원사》의 고려전에도 고려를 고구려의 후신(後身)처럼 기록한 것은 그 명칭에서만 아니라 실제로 고려 사람이 자기 나라를 고구려의 후신임을 주장한 데서 나온 것이라 하겠다.
서희가 요나라(거란)의 소손녕에 대하여 “우리나라는 고구려의 후신이니 만일 지계(地界)를 따지자면 귀국(貴國)의 동경(東京 : 요양)·심(瀋 : 봉천)은 본래 우리나라 옛 땅에 속한 것이다.”라고 하여 달랜 사실 등은 이를 증명하는 것이다.
이와 같이 고려는 태조 때부터 북진 정책을 표방하여 고구려의 옛 도읍 평양성을 중시하여 서경으로 삼고, 임금이 자주 행차하였다. 이후 역대를 통해 고려는 북진 정책을 계승하여 성종 때는 청천강(淸川江)을 넘어 평안북도 박천(博川)·영변(寧邊)·운산(雲山)·태천(泰川) 등지 압록강 연안 일대까지 영토를 확장했고, 991년(성종 10년)에는 압록강 이남의 여진족을 백두산 밖으로 몰아냈다는 기록을 남겼다.
고려의 북진 정책은 만몽 지방에 요나라(遼, 거란)·금나라(金, 여진)·원나라(元, 몽골) 등의 강국이 등장하므로 그 이상을 실현하지는 못하였다. 오히려 최탄의 난으로 영토가 축소됐던 적도 있었다.
그러나 북진의 기회가 있을 때마다 북벌을 행하였다. 요나라가 쇠하고 금나라가 일어나기 전인 예종 때 윤관의 여진 정벌, 공민왕 초기에는 원나라 세력이 쇠하자 압록강 서쪽의 팔참(八站)을 정벌하였고, 또 1370년부터 1371년(공민왕 19~20)까지는 동녕부와 요양(遼陽)을 정벌하였으며, 우왕 때의 요동 정벌(遼東征伐) 출병도 모두 북진 정책의 계승에서 나온 것이었다.

## 관련 지도

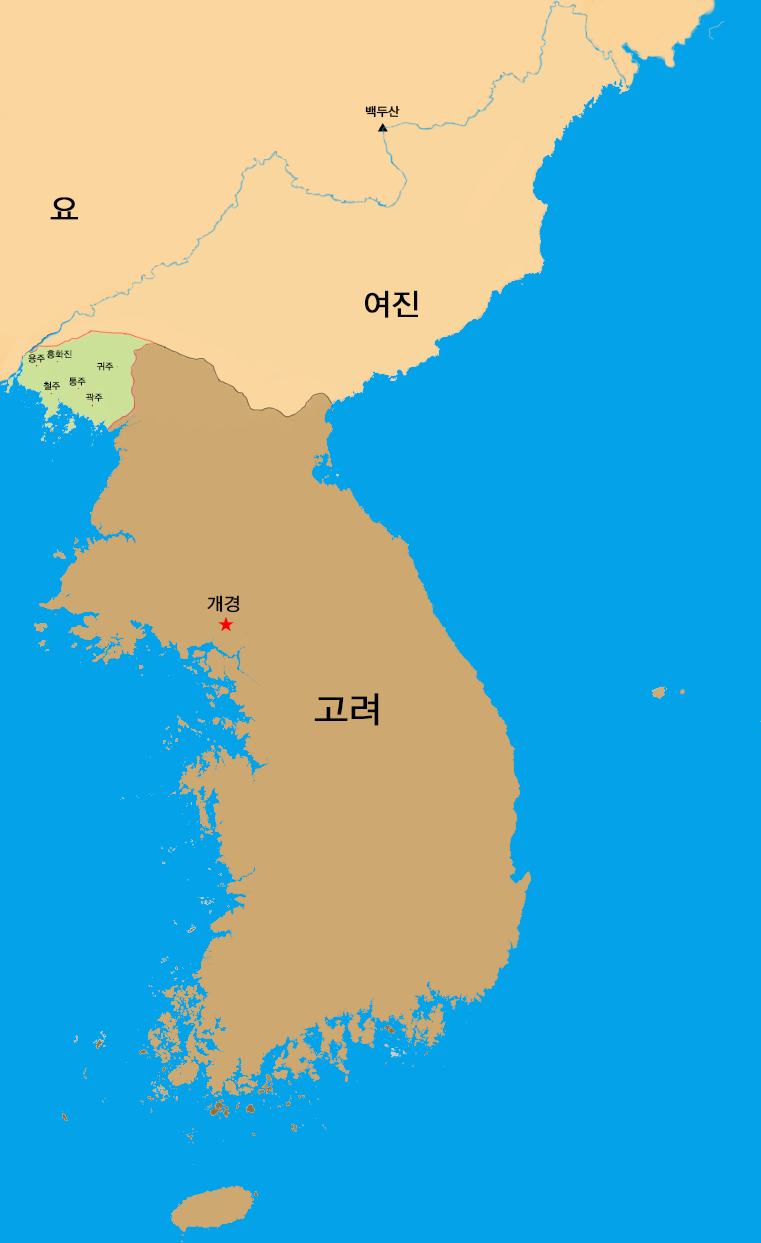
요나라의 제1차 침입 이후 얻은 강동 6주 (연두색)
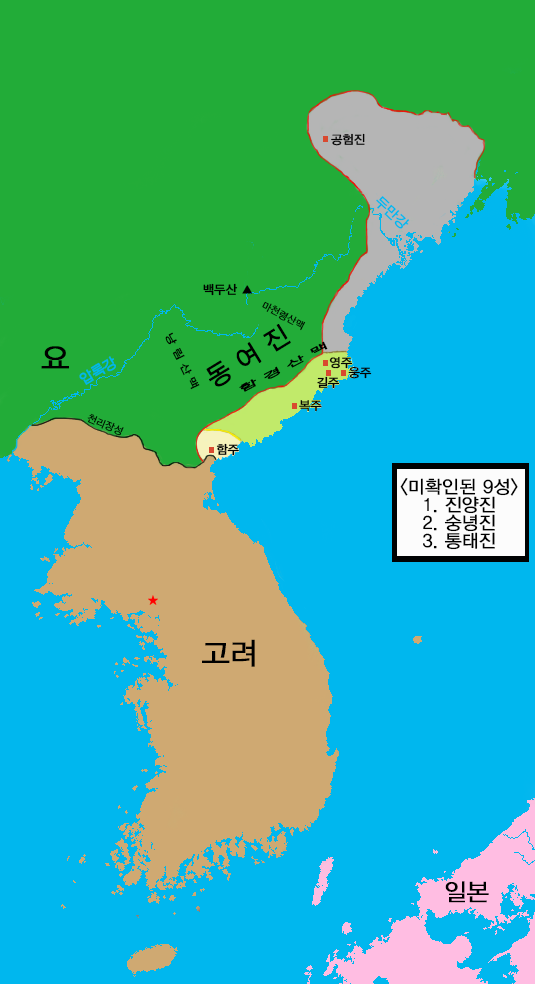
예종 3년 (1018년) 정복한 동북 9성의 추정도.

## 같이 보기
- 고려의 군사
- 조선의 북진정책